# Балачу (комуна)
Балачу (рум. Balaciu) — комуна у повіті Яломіца в Румунії. До складу комуни входять такі села (дані про населення за 2002 рік):
- Балачу (1112 осіб)
- Копузу (425 осіб)
- Кресаній-де-Жос (374 особи)
- Кресаній-де-Сус (134 особи)

Комуна розташована на відстані 67 км на схід від Бухареста, 37 км на захід від Слобозії, 147 км на захід від Констанци, 124 км на південний захід від Галаца.

## Населення
За даними перепису населення 2002 року у комуні проживали 3404 особи. Усі жителі комуни рідною мовою назвали румунську.
Національний склад населення комуни:
| Національність | Кількість осіб | Відсоток |
| -------------- | -------------- | -------- |
| румуни         | 3367           | 98,9%    |
| цигани         | 37             | 1,1%     |

Склад населення комуни за віросповіданням:
| Релігія            | Кількість осіб | Відсоток |
| ------------------ | -------------- | -------- |
| православні        | 3385           | 99,4%    |
| п'ятдесятники      | 8              | 0,2%     |
| адвентисти         | 8              | 0,2%     |
| атеїсти            | 1              | < 0,1%   |
| не вказали релігію | 2              | 0,1%     |